# Jo Ouellet
Josephine (Jo) Ouellet (Quebec, 11 januari 1923 – aldaar, 8 juni 1997) was een Frans-Canadese schrijfster en puzzelmaker.
Jo Ouellet was de dochter van senator Josie (Dinan) Quart en Harry Stephen (Harry) Quart, naar wie de St. Stephen's basisschool en St. Stephen's Chapel in Sillery werden genoemd. Hoewel zij Josephine gedoopt, noemde iedereen haar Tootsie en professioneel Jo.

## Schrijver
Haar eerste grote onderneming was het schrijven en publiceren van het tijdschrift The Quebecker, een toeristisch tijdschrift dat in de kamers van Château Frontenac en andere hotels werd verspreid. Later werd de naam veranderd in Voilà Québec. Ouellet was redacteur van En Route, het inflightmagazine van Air Canada. Ze schreef toespraken voor politici. Ze schreef een boek over het Château Frontenac en over de geschiedenis van het Jeffery Hale Hospital. Haar boek met de titel ‘’Instant French’’ was bedoeld voor toeristen.

## Puzzelmaker
Als puzzelontwerpster bedacht ze in 1969 de eerste thematische woordzoeker.  Haar grootste nalatenschap was de creatie van Wonderword, dat al jaren in meer dan 200 kranten wordt gepubliceerd. Wonderword is een Engelse woordzoeker, de eerste die thematisch was gestructureerd waarbij de overgebleven letters samen een codewoord vormen, het 'wonderwoord'. Een ander verschil met eerdere woordzoekers was dat Wonderword elke letter van het letterveld gebruikte. Wonderword werd voor het eerst uitgegeven in Edmonton en Montreal in 1970. Sinds 1980 bezit Universal Press Syndicate uit Kansas City de syndicatierechten. Wonderword verschijnt in meer dan 225 kranten in Noord-Amerika. Ze ontwierp ook een woordzoeker genaamd Chronogram voor de Quebec Chronicle-Telegraph.
Haar werk werd later voortgezet door haar zoon, David Ouellet, die vanaf 1980 betrokken raakte bij het maken van de puzzels en in 1984 de leiding overnam.

## Andere activiteiten
Ze zat in meerdere commissies, waaronder de plaatselijke oudervereniging, waar ze tot vice-voorzitter werd gekozen, een functie die voorheen door mannen werd vervuld.
Als vrijwilliger schreef ze een tweetalige versie van het Canadese volkslied O Canada. Ze vertaalde liedjes in het Engels voor zangers als Gilles Vigneault en Robert Charlebois. Daarnaast schreef ze teksten voor adverteerders van de lokale televisiezender.